# Lina Morgana
 (février 2019).
Si vous disposez d'ouvrages ou d'articles de référence ou si vous connaissez des sites web de qualité traitant du thème abordé ici, merci de compléter l'article en donnant les références utiles à sa vérifiabilité et en les liant à la section « Notes et références ».
 (février 2019).
Lina Morgana, nom de scène de Alina Mikhailovna Korogluyeva, née le 11 janvier 1989 en Russie est une auteure-compositrice-interprète. Elle meurt le 4 octobre 2008 à New York, d'une chute depuis le Staten Island New York Hotel.

## Biographie

### Enfance et débuts
Elina Mikhailovna Korogluyeva est née le 11 janvier 1989 en Russie, dans une famille d'immigrés russes fraichement divorcée. 
En 2005, elle s'installe à Staten Island, île et arrondissement de la ville de New York, dans le but d'accéder au monde de la musique. 
En 2007, le producteur du New Jersey, Rob Fusari l'amène dans son studio pour écrire des morceaux ensemble. Elle côtoie notamment à cette époque Lady Gaga, avec qui elle partage une chanson nommée Wunderland qui ne sera finalement pas commercialisée.
Lina Morgana est retrouvée morte le 4 octobre 2008 au pied du Staten Island New York Hotel, situé à Graniteville, à quelques kilomètres de New York dans lequel elle séjournait.
Des témoins ont déclaré que la jeune femme, alors âgée de 19 ans, semblait danser ou faire de l'exercice sur le toit du bâtiment, composé de dix étages lorsqu'elle a soudainement sauté vers 11 h 20. Au cours de sa descente, la femme aurait heurté une partie de l'échafaudage qui entourait le bâtiment en cours de rénovation.
Elle était sur le point de participer au concours de beauté Miss New York et son album était prêt à être publié, d'après sa tante qui déclare : « She was full of plans for the future. She was three weeks away from participating in the Miss New York beauty pageant. Her CD of songs was ready to be released. »
Rob Fusari lui rend également hommage : « J’ai eu l’honneur de travailler avec Lina. C’est vraiment un rêve de producteurs que de voir entrer dans le studio une artiste d'aussi bonne qualité et unique, non seulement vocalement mais aussi en tant que personne. Elle fait partie de ces talentueuses personnes qui disparaissent trop tôt. À seulement 19 ans, elle a accompli tant de choses et était en passe de devenir l'une de ces superstars avec grâce et humilité. J'ai été chanceux de l'avoir connu, non seulement comme artiste, mais aussi comme amie. »
La théorie du suicide est écartée par la famille, bien qu'aucun de ses membres ne souhaite spéculer d'hypothèses ou autres causes. Sa tante écrit sur la page d'hommage à Lina : « Je peux vous dire une chose maintenant : nous, la famille de Lina, ne croyons pas qu’elle avait l’intention de mourir. En tant que famille, nous ne croyons pas que Lina s'est suicidée. »[réf. nécessaire]